# Lista de supercentenários vivos

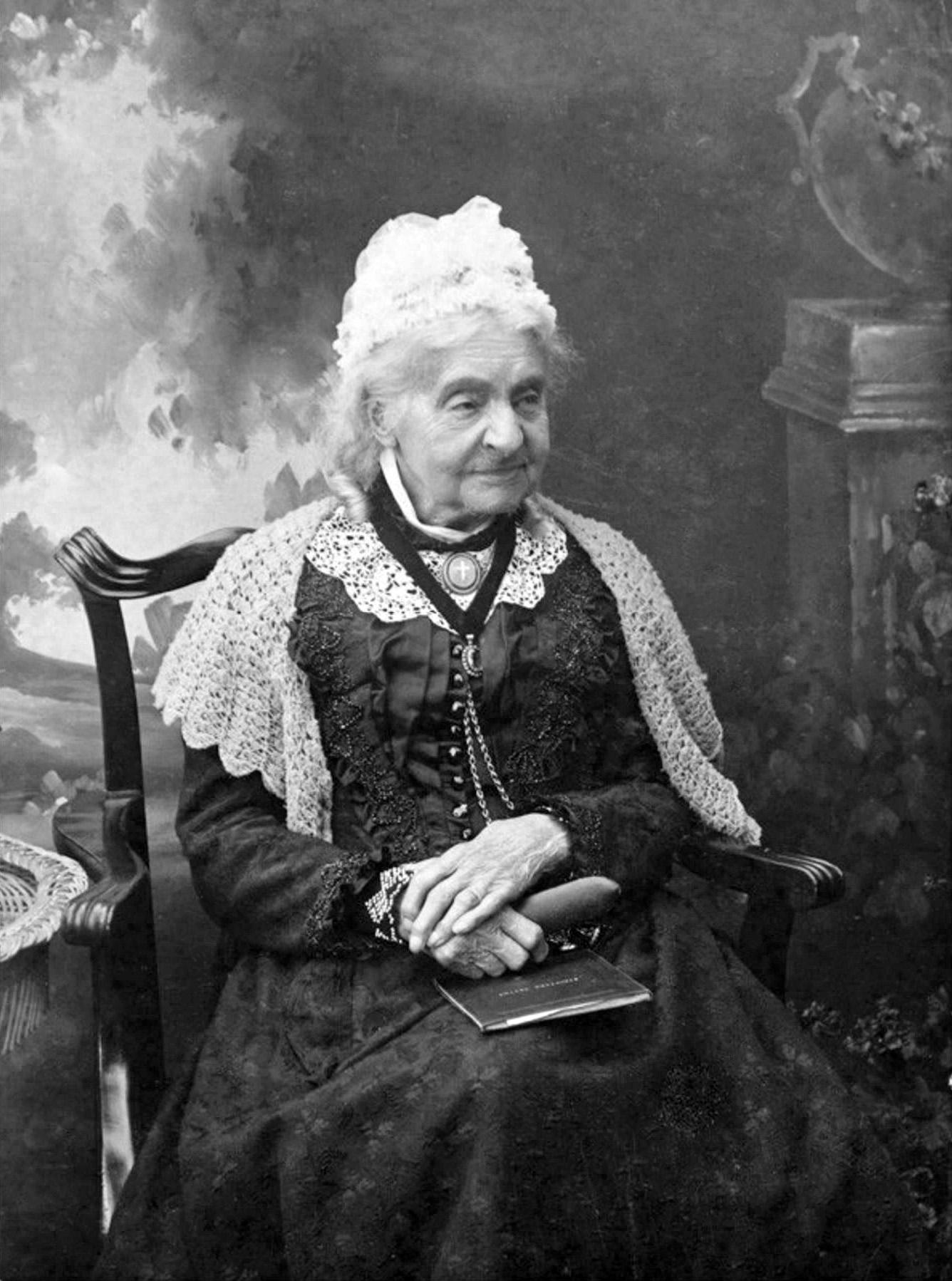
Margaret Ann Neve (1792-1903) foi a primeira mulher a se tornar supercentenária que foi verificada.

Esta é uma lista de supercentenários vivos, ou seja, pessoas atualmente vivas e cuja longevidade de mais de 110 anos é comprovada documentalmente. O número de supercentenários vivos é estimado entre 150 e 600, embora a quantidade precisa é incerta pois nem todos os supercentenários são reconhecidos por pesquisadores e também porque algumas reivindicações não são comprovadas.
A pessoa mais velha da história é a francesa Jeanne Calment, que morreu em 1997 com 122 anos e 164 dias.  Há casos de supercentenários não-reconhecidos que teriam vivido mais, porém estes não possuem documentos autênticos comprovando sua idade e/ou seu nascimento.
Desde a fundação da Gerontology Research Group em 1990, os países com mais registros de supercentenários são Japão, Estados Unidos, França, Reino Unido, Itália, Alemanha, Canadá, Espanha, Polônia, Brasil, Austrália e Países Baixos, sendo a maior parte destes países pertencentes às denominadas Zonas Azuis.

## Supercentenários vivos
Hoje é quinta-feira, 7 de agosto de 2025. Inclusões e mortes totalmente atualizadas em 18 de julho de 2025.